# Réau
Réau est une commune française située dans le département de Seine-et-Marne en région Île-de-France.

## Géographie

### Localisation

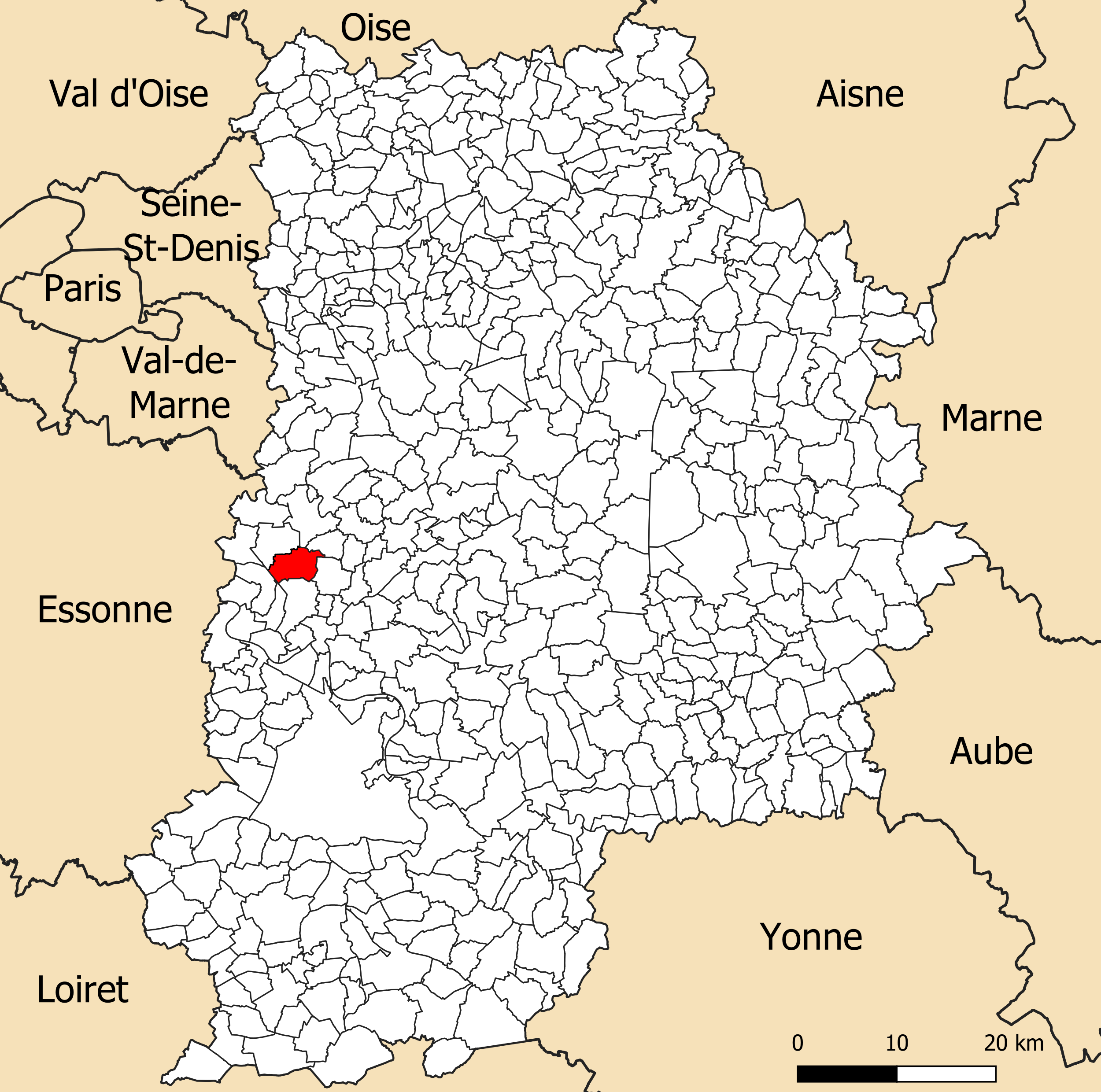
Localisation de la commune de Réau dans le département de Seine-et-Marne.

La commune est située à environ 10,5 kilomètres au nord  de Melun. Réau fait partie de la 11e circonscription de Seine-et-Marne. Ses habitants sont les Réaltais.

### Communes limitrophes
Les communes limitrophes incluent Moissy-Cramayel, Savigny-le-Temple, Montereau-sur-le-Jard, Vert-Saint-Denis, Limoges-Fourches, Évry-Grégy-sur-Yerre et Cesson.
| Moissy-Cramayel   | Moissy-Cramayel, Évry-Grégy-sur-Yerres | Limoges-Fourches      |
| Moissy-Cramayel   | Réau                                   | Montereau-sur-le-Jard |
| Savigny-le-Temple | Vert-Saint-Denis                       | Montereau-sur-le-Jard |

### Géologie et relief
L'altitude de la commune varie de 82 mètres à 94 mètres pour le point le plus haut, le centre du bourg se situant à environ 90 mètres d'altitude (mairie). Elle est classée en zone de sismicité 1, correspondant à une sismicité très faible.

### Hydrographie

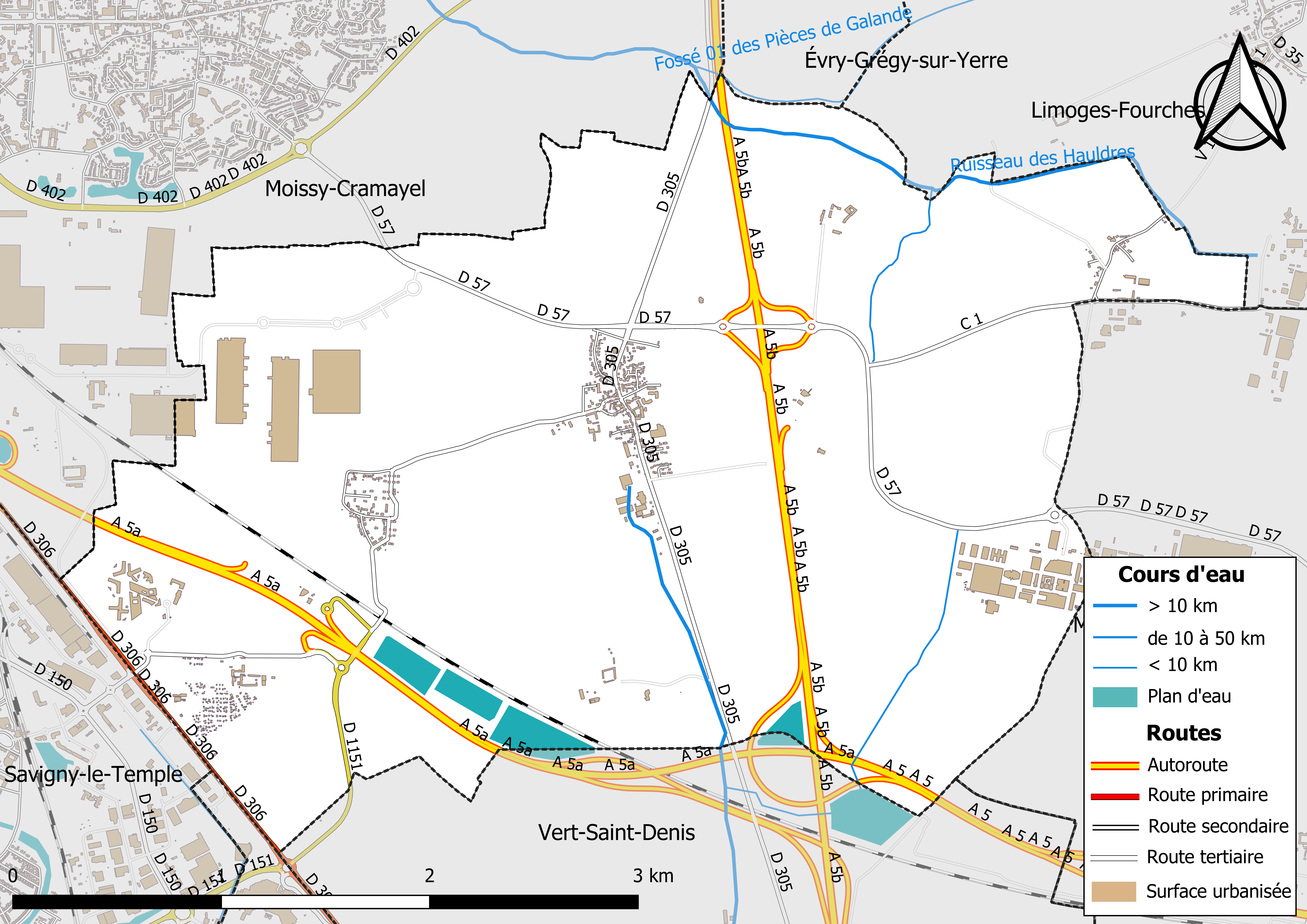
Carte des réseaux hydrographique et routier de Réau.

Le système hydrographique de la commune se compose de cinq cours d'eau référencés :
- le ru de Balory, long de 12,19 km[4], affluent de la Seine ;
  - le fossé 01 de la Justice aux Chiennes, 2,17 km[5], affluent du ru de Balory ;
- le ruisseau des Hauldres, 17,14 km[6], affluent de la Seine, y prend sa source ;
  - le cours d'eau 01 de Saint-Julien, 1,00 km[7], et ;
  - le fossé 01 des Pièces de Galande, 2,41 km[8], affluents du ruisseau des Hauldres.

La longueur linéaire globale des cours d'eau sur la commune est de 6,11 km.

### Climat
Pour des articles plus généraux, voir Climat de l'Île-de-France et Climat de Seine-et-Marne.
En 2010, le climat de la commune est de type climat océanique dégradé des plaines du Centre et du Nord, selon une étude du CNRS s'appuyant sur une série de données couvrant la période 1971-2000. En 2020, Météo-France publie une typologie des climats de la France métropolitaine dans laquelle la commune est exposée à un climat océanique altéré et est dans la région climatique Sud-ouest du Bassin parisien, caractérisée par une faible pluviométrie, notamment au printemps (120 à 150 mm) et un hiver froid (3,5 °C).
Pour la période 1971-2000, la température annuelle moyenne est de 11,2 °C, avec une amplitude thermique annuelle de 15,5 °C. Le cumul annuel moyen de précipitations est de 673 mm, avec 11,4 jours de précipitations en janvier et 7,8 jours en juillet. Pour la période 1991-2020, la température moyenne annuelle observée sur la station météorologique la plus proche, située sur la commune de Montereau-sur-le-Jard à 4 km à vol d'oiseau, est de 11,6 °C et le cumul annuel moyen de précipitations est de 657,9 mm,. Pour l'avenir, les paramètres climatiques de la commune estimés pour 2050 selon différents scénarios d'émission de gaz à effet de serre sont consultables sur un site dédié publié par Météo-France en novembre 2022.
| Mois                                  | jan.             | fév.             | mars             | avril           | mai             | juin           | jui.          | août           | sep.           | oct.            | nov.            | déc.             | année      |
| ------------------------------------- | ---------------- | ---------------- | ---------------- | --------------- | --------------- | -------------- | ------------- | -------------- | -------------- | --------------- | --------------- | ---------------- | ---------- |
| Température minimale moyenne (°C)     | 1,6              | 1,4              | 3,4              | 5,4             | 9               | 12,1           | 13,9          | 13,7           | 10,7           | 8,1             | 4,5             | 2,2              | 7,2        |
| Température moyenne (°C)              | 4,2              | 4,9              | 7,9              | 10,8            | 14,3            | 17,5           | 19,8          | 19,6           | 16             | 12,2            | 7,6             | 4,7              | 11,6       |
| Température maximale moyenne (°C)     | 6,9              | 8,3              | 12,5             | 16,2            | 19,7            | 23             | 25,6          | 25,5           | 21,4           | 16,3            | 10,6            | 7,3              | 16,1       |
| Record de froid (°C) date du record   | −19,8 17.01.1985 | −19,7 14.02.1956 | −10,3 12.03.1958 | −4,6 12.04.1986 | −2,1 07.05.1957 | 1,6 04.06.1975 | 4 08.07.1954  | 3,5 31.08.1986 | 0,4 24.09.1947 | −4,8 29.10.1985 | −9,3 24.11.1998 | −14,8 29.12.1964 | −19,8 1985 |
| Record de chaleur (°C) date du record | 16,9 05.01.1999  | 21,2 24.02.21    | 25,6 25.03.1955  | 29,5 30.04.1994 | 31,6 28.05.17   | 36,8 27.06.11  | 41,9 25.07.19 | 38,9 12.08.03  | 34,4 15.09.20  | 29,4 01.10.1985 | 22,1 07.11.15   | 17,6 07.12.00    | 41,9 2019  |
| Ensoleillement (h)                    | 595              | 829              | 1 429            | 1 882           | 2 163           | 2 261          | 2 347         | 2 253          | 1 804          | 1 185           | 684             | 544              | 17 975     |
| Précipitations (mm)                   | 50,9             | 46               | 46,6             | 48,8            | 61,9            | 58,1           | 59,4          | 54,2           | 54             | 58,5            | 56,3            | 63,2             | 657,9      |

### Milieux naturels et biodiversité
Aucun espace naturel présentant un intérêt patrimonial n'est recensé sur la commune dans l'inventaire national du patrimoine naturel,,.

## Urbanisme

### Typologie
Au 1er janvier 2024, Réau est catégorisée commune rurale à habitat dispersé, selon la nouvelle grille communale de densité à sept niveaux définie par l'Insee en 2022.
Elle est située hors unité urbaine. Par ailleurs, la commune fait partie de l'aire d'attraction de Paris, dont elle est une commune de la couronne,. Cette aire regroupe 1 929 communes,.

### Lieux-dits et écarts
La commune compte 51 lieux-dits administratifs répertoriés consultables ici dont Villaroche, le Plessis-Picard, Ourdy, Galande (ferme), Eprunes (ferme). Source : le fichier Fantoir.

### Occupation des sols
En 2018, le territoire de la commune se répartit en 77,3 % de terres arables, 15,4 % de zones industrielles commercialisées et réseaux de communication, 4 % de zones urbanisées, 2,7 % de forêts et 0,6 % de zones agricoles hétérogènes,,.

### Logement
En 2016, le nombre total de logements dans la commune était de  547 dont 76,8 % de maisons et 18,6 % d’appartements.
Parmi ces logements, 82 % étaient des résidences principales, 2,4 % des résidences secondaires et 15,5 % des logements vacants.
La part des ménages fiscaux propriétaires de leur résidence principale s’élevait à 74,4 % contre 23,2 % de locataires,, dont 3,6 % de logements HLM loués vides (logements sociaux) et, 2,4 % logés gratuitement.

### Voies de communication et transports

#### Transports
La gare la plus proche est celle de Savigny-le-Temple - Nandy, Elle est située sur la ligne D du RER.
Plusieurs lignes d’autobus  desservent la commune :
- les lignes 27, 51, 54, 55, 61B, 62C et CPSF du réseau de bus de Sénart.

## Toponymie
Le nom de la localité est mentionné sous les formes Rodolium vers 1350 (Pouillé) ; Ruel en 1369 ; La ville de Réau en 1384 ; Riau en Brie en 1384 ; Rayau en Brie en 1385 ; Ruau en Brix au XIVe siècle ; La parroisse de Ruiau en 1416 ; Réau en Brie en 1536 ; Le fief de Réau en Gastinois en 1602 ; Réaul en 1662 ; Réaux en 1670 ; Réau en Gâtinais en 1737 ; Réau en Brie en 1791 ;
Réau : serait issu du latin regalis qui signifie « royal », avec le sens de « domaine royal », présentant une ancienne dépendance ayant fait partie du domaine royal. Une autre variante fait remonter les origines de Réau à un substrat gaulois généralement associé au toponyme Roto + Ialo  « le passage de la plaine ».
Un vote est posé en 2009 au sein du conseil municipal pour choisir le gentilé des habitants de la commune, il est décidé qu'ils s'appelleront les Réaltais et les Réaltaises. Un tel vote n'a toutefois pas de valeur légale et un usage différent peut perdurer.

## Histoire
Réau était déjà mentionné au XIVe siècle sous le nom de Rodolium. Au XIXe siècle, il existait encore des pièces de monnaie ou même des statuettes remontant à l'époque romaine.
Un météore qui avait été observé dans une grande partie de l'Angleterre et de la France éclata le 17 juillet 1771 entre Éprunes, lieu-dit de Réau, et Montereau-sur-le-Jard.

## Politique et administration

### Liste des maires
| Période                                  | Période                  | Identité      | Étiquette          | Qualité                                             |
| ---------------------------------------- | ------------------------ | ------------- | ------------------ | --------------------------------------------------- |
| Les données manquantes sont à compléter. |                          |               |                    |                                                     |
| mars 1977                                | mars 1983                | Robert Dejeux |                    |                                                     |
| mars 1983                                | mars 1989                | André Chapel  |                    |                                                     |
| mars 1989                                | mars 2008                | Daniel Chenoz | DVD puis UMP       |                                                     |
| mars 2008                                | janvier 2011 (démission) | Michel Roger  | SE                 | Directeur de maison de retraite                     |
| janvier 2011                             | En cours                 | Alain Auzet   | DLR/DLF puis LR-NE | Directeur commercial Réélu pour le mandat 2020-2026 |

### Jumelages
La commune de Réau n'est jumelée avec aucune autre commune à l'heure actuelle.

### Justice
Le centre pénitentiaire du sud-francilien (de 615 places) est ouvert depuis octobre 2011.

## Démographie
L'évolution du nombre d'habitants est connue à travers les recensements de la population effectués dans la commune depuis 1793. Pour les communes de moins de 10 000 habitants, une enquête de recensement portant sur toute la population est réalisée tous les cinq ans, les populations de référence des années intermédiaires étant quant à elles estimées par interpolation ou extrapolation. Pour la commune, le premier recensement exhaustif entrant dans le cadre du nouveau dispositif a été réalisé en 2008.

En 2022, la commune comptait 2 045 habitants, en évolution de +12,73 % par rapport à 2016 (Seine-et-Marne : +3,92 %, France hors Mayotte : +2,11 %).
| 1793 | 1800 | 1806 | 1821 | 1831 | 1836 | 1841 | 1846 | 1851 |
| ---- | ---- | ---- | ---- | ---- | ---- | ---- | ---- | ---- |
| 500  | 383  | 389  | 406  | 339  | 345  | 309  | 328  | 346  |

| 1856 | 1861 | 1866 | 1872 | 1876 | 1881 | 1886 | 1891 | 1896 |
| ---- | ---- | ---- | ---- | ---- | ---- | ---- | ---- | ---- |
| 358  | 410  | 406  | 392  | 449  | 454  | 381  | 449  | 423  |

| 1901 | 1906 | 1911 | 1921 | 1926 | 1931 | 1936 | 1946 | 1954 |
| ---- | ---- | ---- | ---- | ---- | ---- | ---- | ---- | ---- |
| 422  | 437  | 437  | 408  | 446  | 489  | 507  | 402  | 413  |

| 1962 | 1968 | 1975 | 1982 | 1990 | 1999 | 2006 | 2008  | 2013  |
| ---- | ---- | ---- | ---- | ---- | ---- | ---- | ----- | ----- |
| 418  | 497  | 525  | 509  | 663  | 705  | 972  | 1 046 | 1 775 |

| 2018  | 2022  | - | - | - | - | - | - | - |
| ----- | ----- | - | - | - | - | - | - | - |
| 1 855 | 2 045 | - | - | - | - | - | - | - |

## Économie

### Revenus de la population et fiscalité
En 2018, le nombre de ménages fiscaux de la commune était de 463, représentant 1 160 personnes et la médiane du revenu disponible par unité de consommation de 24 720 euros.

### Emploi
En 2017 , le nombre total d’emplois dans la zone était de 3 066, occupant 601 actifs  résidants.
Le taux d'activité de la population (actifs ayant un emploi) âgée de 15 à 64 ans s'élevait à 42,3 % contre un taux de chômage de 3,9 %.
Les 53,8 % d’inactifs se répartissent de la façon suivante : 4,9 % d’étudiants et stagiaires non rémunérés, 2,4 % de retraités ou préretraités et 46,5 % pour les autres inactifs.

### Secteurs d'activité

#### Entreprises et commerces
En 2019, le nombre d'unités légales et d'établissements (activités marchandes hors agriculture) par secteur d'activité était de 74 dont 5 dans l'industrie manufacturière, industries extractives et autres, 15 dans la construction, 21 dans le commerce de gros et de détail, transports, hébergement et restauration, 2 dans l'information et la communication, 1 dans les activités financières et d'assurance, 3 dans les activités immobilières, 16 dans les activités spécialisées, scientifiques et techniques et activités de services administratifs et de soutien, 7 dans l'administration publique, enseignement, santé humaine et action sociale et 4  étaient relatifs aux autres activités de services.
En 2020, 18 entreprises ont été créées sur le territoire de la commune, dont 13 individuelles.
Au 1er janvier 2021, la commune ne disposait pas d’hôtel et de terrain de camping.

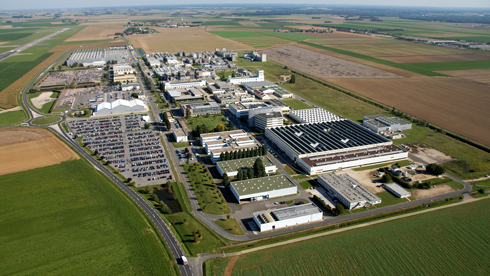
Usine Safran de Villaroche.

La Snecma, aujourd'hui Safran Aircraft Engines, et Hispano-Suiza se sont installés dans la commune dans les années 1950 (à cheval sur la commune de Montereau-sur-le-Jard) ; le musée Safran raconte l'histoire de cette société.

## Culture locale et patrimoine

### Lieux et monuments
- Château du Plessis-Picard.

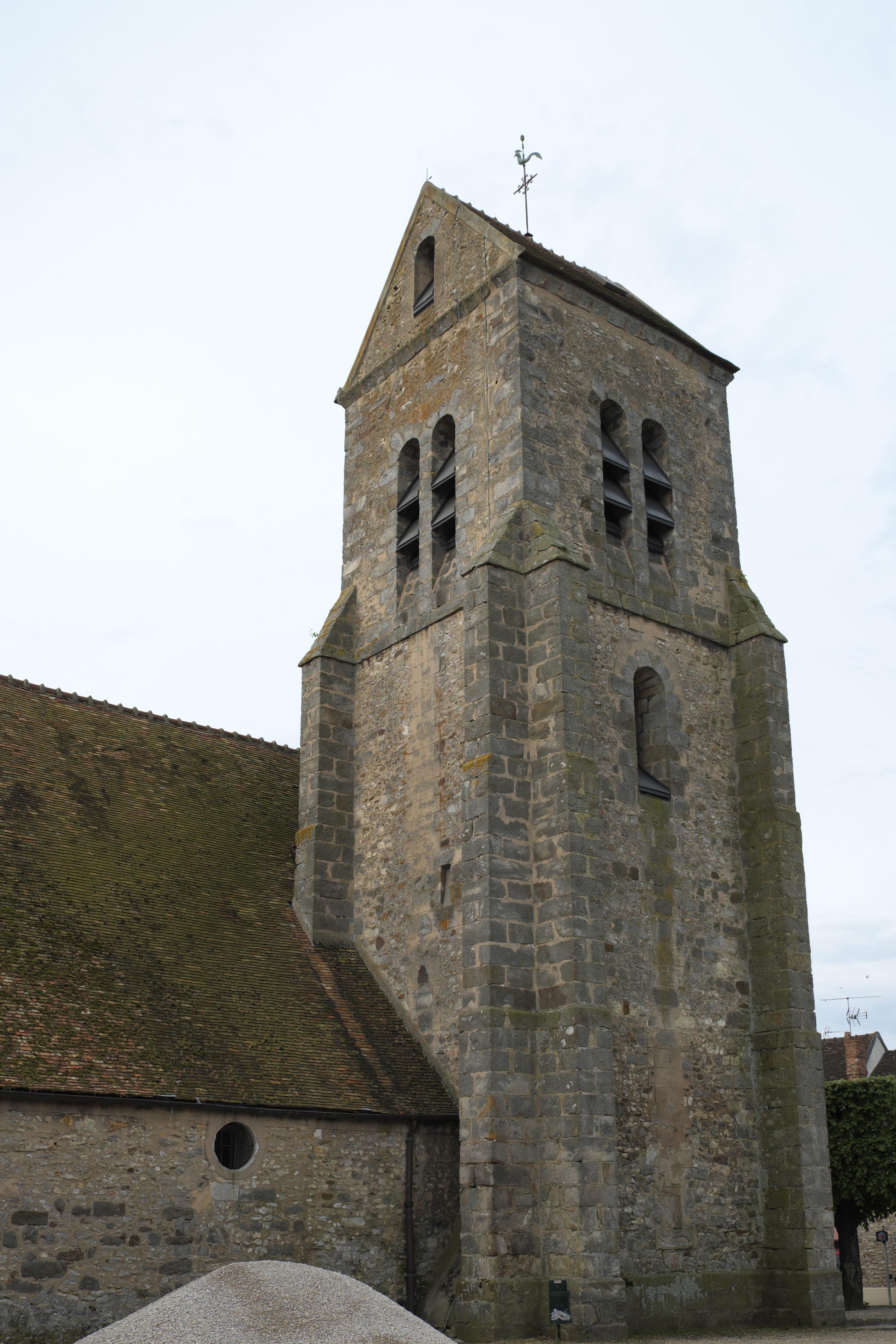
L'église Saint-Julien et son clocher en bâtière.

- Église Saint-Julien : l'édifice est inscrit à l'inventaire supplémentaire des monuments historiques. Datant du XIIIe siècle, l'église abrite un bénitier carré frappé aux quatre coins d'une des lettres du nom du village, ainsi qu'une Vierge à l'Enfant très ancienne. La cloche est exceptionnelle dans le département : fondue en 1537, elle est ornée d'une série de médaillons rectangulaires très fins, représentant, entre autres, le Christ, la Vierge et l'Enfant, saint Michel, saint Pierre et saint Nicolas.

### Personnalités liées à la commune
- George Sand, romancière, dramaturge, épistolière, critique littéraire et journaliste française[Note 8].